# Duna menti síkság
A Duna menti síkságot észak felől a Dunazug-hegyvidék, a Dunakanyar hegyvidéke és a Cserhátvidék, délen a Drávaköz, keleten a Duna–Tisza közi homokhátság szegélyezi, nyugaton a Mezőföld, illetve Mecsek és Tolna–Baranyai-dombvidék alkotja a határait. A terület a Duna hajdani árterét foglalja magába.
A Duna menti síkság ártéri síkság melynek kialakulása a Duna folyónak köszönhető. Tengerszint feletti magassága 84 és 251 méter között változik. Domborzata hullámos síkság, melynek kialakulása a névadó folyó környezetformáló hatásának (erózió, akkumuláció) köszönhető.  A tájra jellemző lápos mocsaras, ártéri területeket a Duna szabályozása és lecsapolások következtében szinte teljesen megszűntek. Mára főként mezőgazdasági területek, települések, legelők, gyepek és ártéri erdőrészek alkotják. Ez alól egyedüli kivételek a Kiskunsági Nemzeti Park és a Duna–Dráva Nemzeti Park területe, ez utóbbiban található az ország legnagyobb erdei ártere a Gemenc.

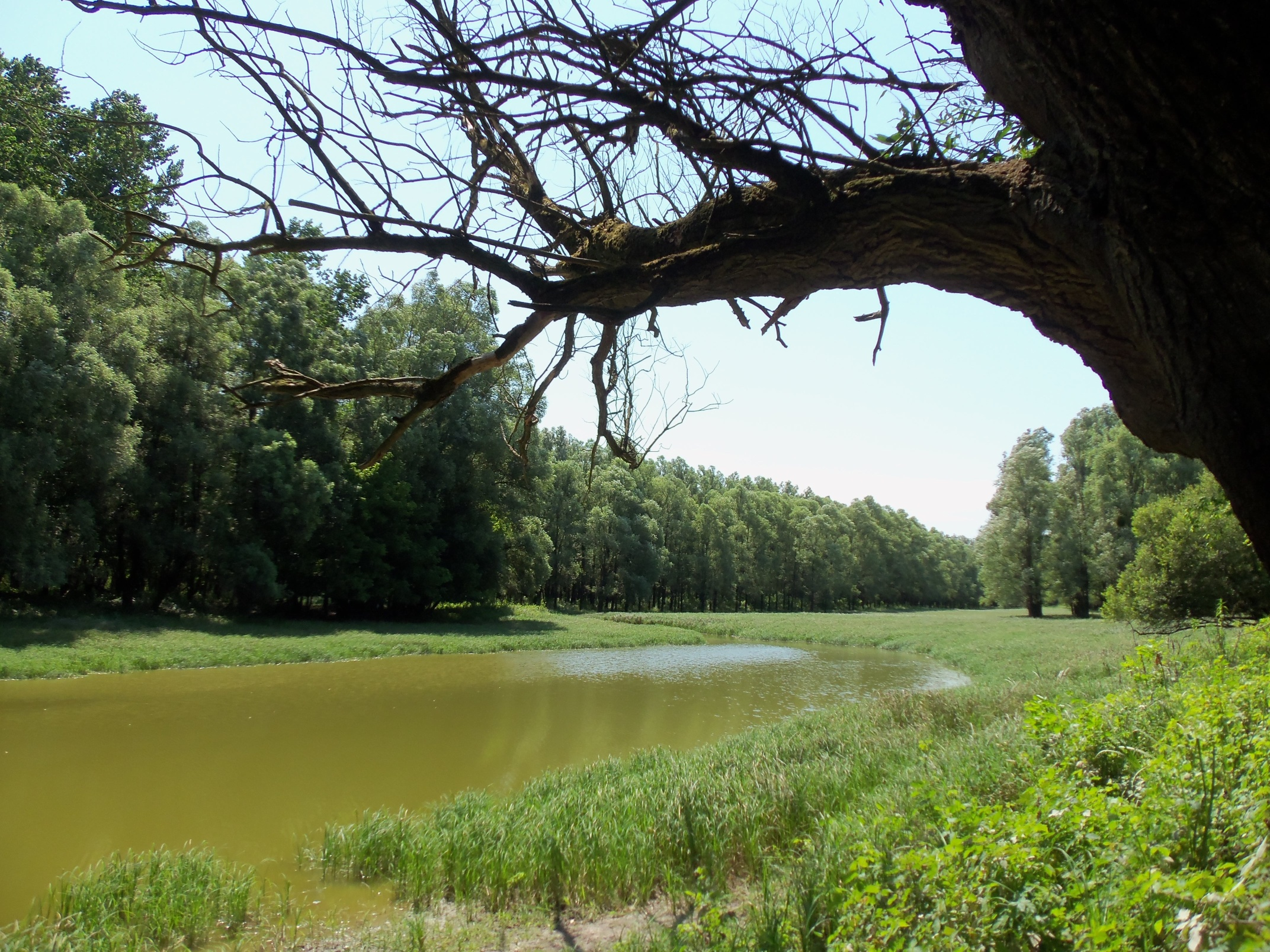
Holtág a gemenci erdőben
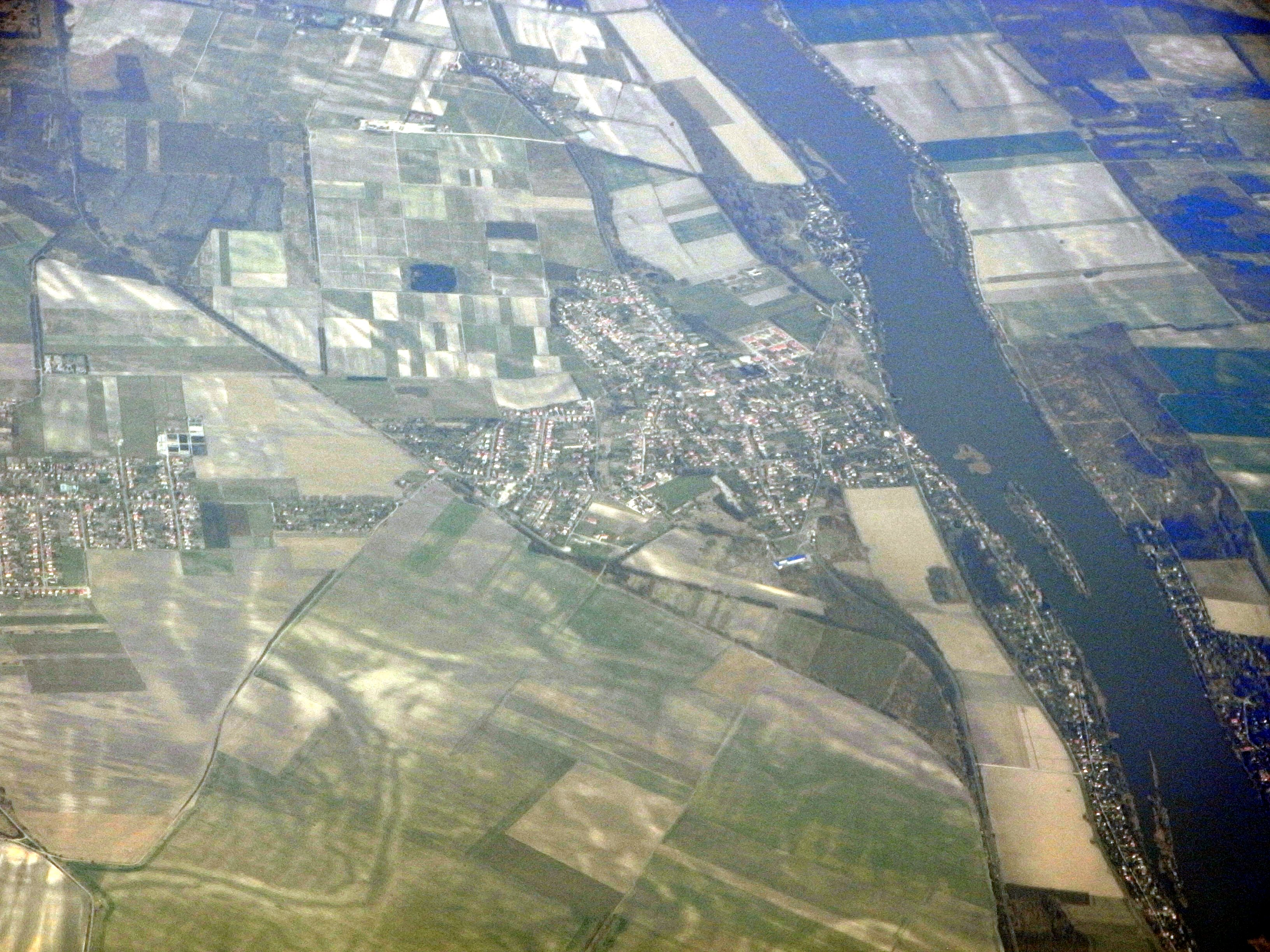
Duna melletti település, mezőgazdasági terület (Szigetszentmárton)
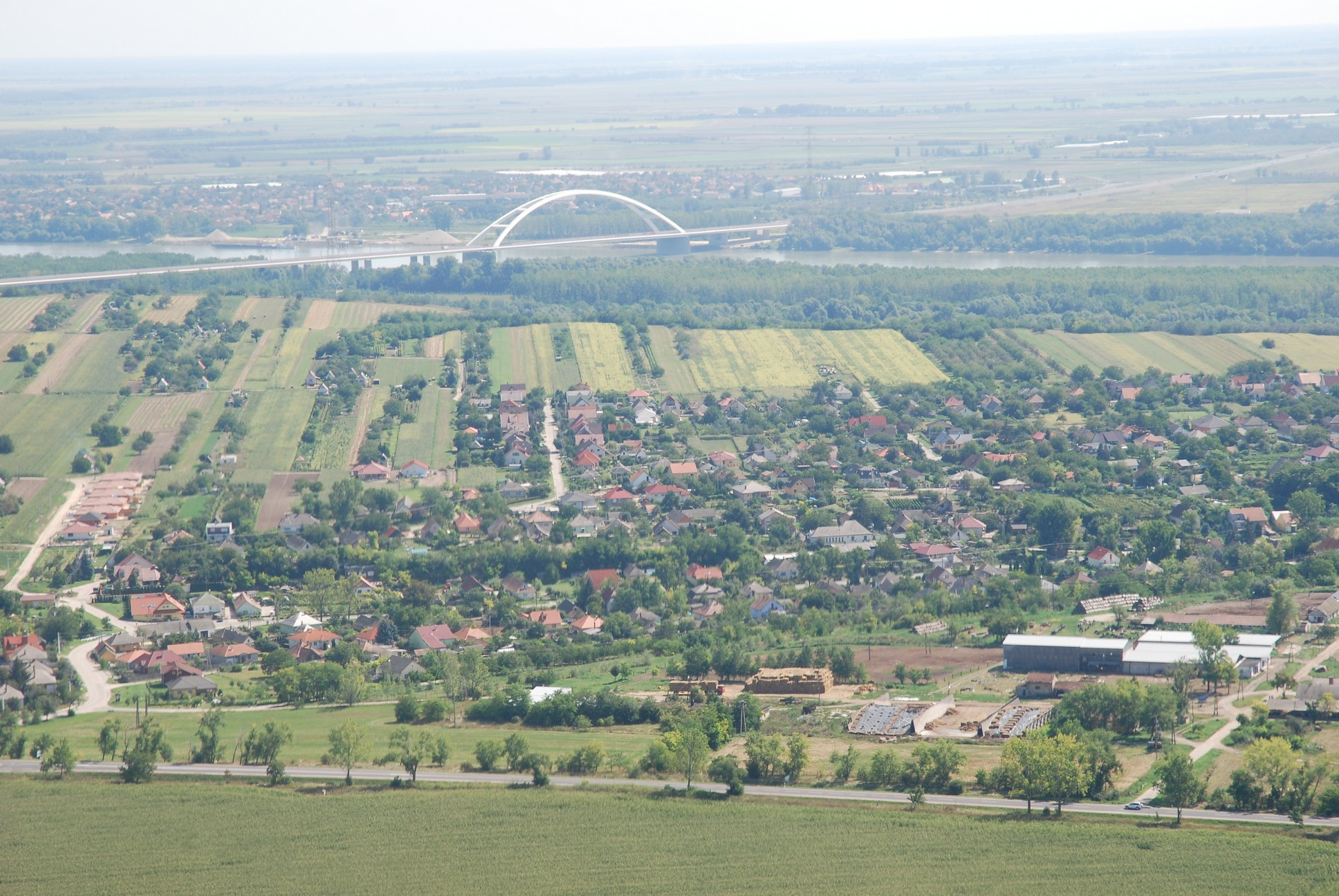
Duna melletti település (Kisapostag)
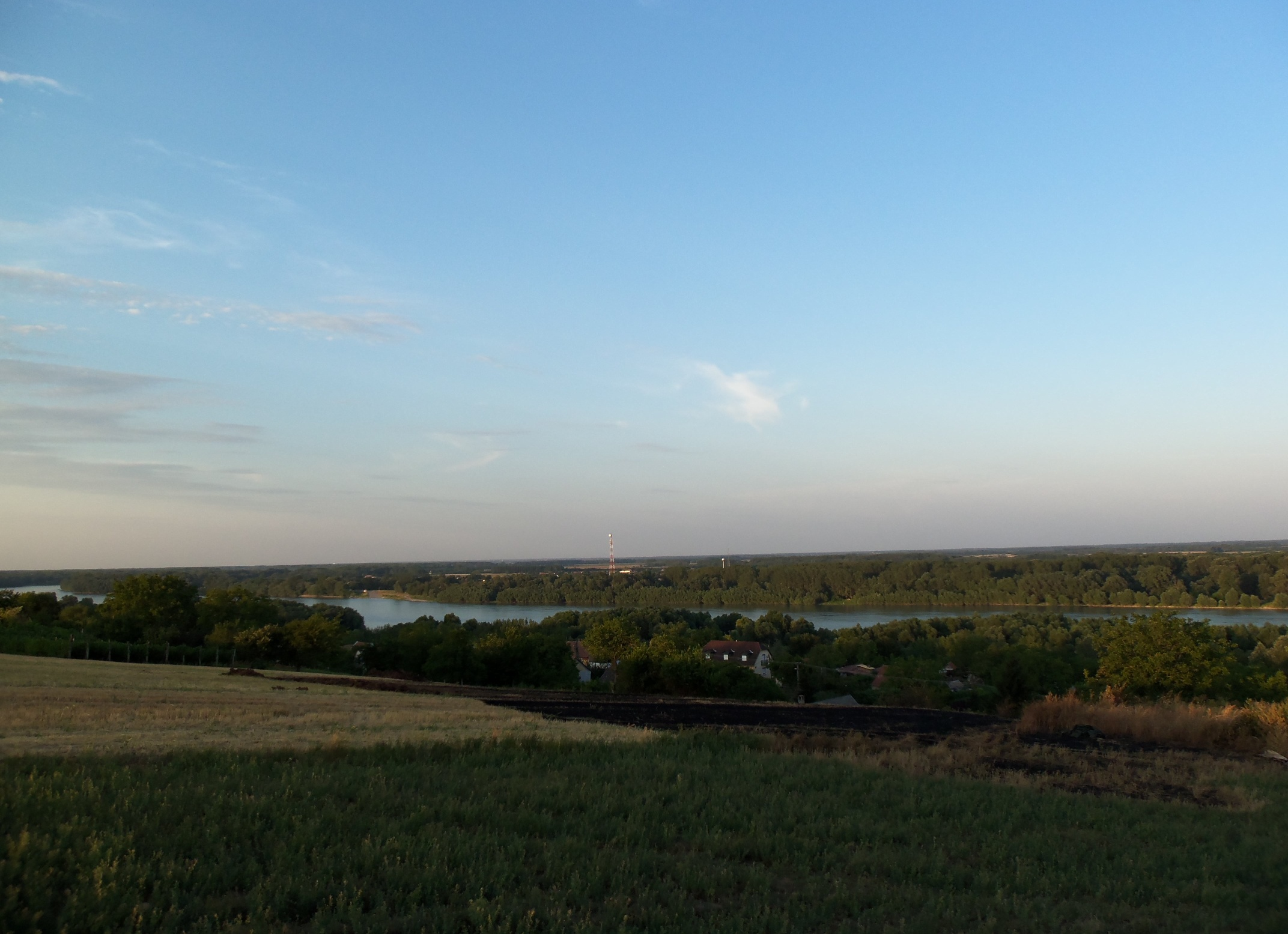
Kilátás a Dunára (Dunaszekcső)